# (30881) Robertstevenson
(30881) Robertstevenson est un astéroïde de la ceinture principale.

## Description
(30881) Robertstevenson est un astéroïde de la ceinture principale. Il fut découvert le 2 septembre 1992 à La Silla par Eric Walter Elst. Il présente une orbite caractérisée par un demi-grand axe de 2,58 UA, une excentricité de 0,18 et une inclinaison de 1,6° par rapport à l'écliptique.
Il est nommé d'après l'écrivain Robert Louis Stevenson.